# 코스비 가족 만세
《코스비 가족 만세》(영어: The Cosby Show)는 1984년부터 1992년까지 방영된 미국의 시트콤이다.
대한민국 1988년 KBS를 통해 편성되어 시트콤이란 장르가 한국 TV에 등장하기도 했다.